# Bispinocoris
Bispinocoris is een geslacht van wantsen uit de familie van de Miridae (Blindwantsen). Het geslacht werd voor het eerst wetenschappelijk beschreven door José Cândido de Melo Carvalho in 1977.

## Soorten
Het genus bevat de volgende soorten:

- Bispinocoris castaneus Carvalho, 1977
- Bispinocoris ottoensis Carvalho, 1988